# Наталія Ужвій (монета)
«Ната́лія Ужві́й» — ювілейна монета номіналом 2 гривні, випущена Національним банком України. Присвячена одній з найяскравіших зірок українського кіно, актрисі театру, яка за час своєї багаторічної сценічної діяльності зіграла понад 200 ролей. Наталія Михайлівна Ужвій своєю сценічною творчістю відтворювала багатогранність, багатовимірність духовного світу жінки, її діяльність збагатила вітчизняну культуру.
Монету введено в обіг 9 вересня 2008 року. Вона належить до серії «Видатні особистості України».

## Опис та характеристики монети
| Номінал грн. | Метал      | Маса, грам | Діаметр, мм. | Якість виготовлення       | Гурт     | Тираж, штук |
| ------------ | ---------- | ---------- | ------------ | ------------------------- | -------- | ----------- |
| 2            | нейзильбер | 12,8       | 31           | спеціальний анциркулейтед | рифлений | 35 000      |

### Аверс
На аверсі монети зображено театральну маску, угорі розміщено напис півколом «НАЦІОНАЛЬНИЙ БАНК УКРАЇНИ», під яким — малий Державний Герб України та рік карбування монети «2008», унизу — «2/ ГРИВНІ» та логотип Монетного двору Національного банку України.

### Реверс
На реверсі монети в намистовому колі зображено портрет Наталії Ужвій, унизу розміщено написи: «НАТАЛІЯ УЖВІЙ 1898—1986».

## Автори

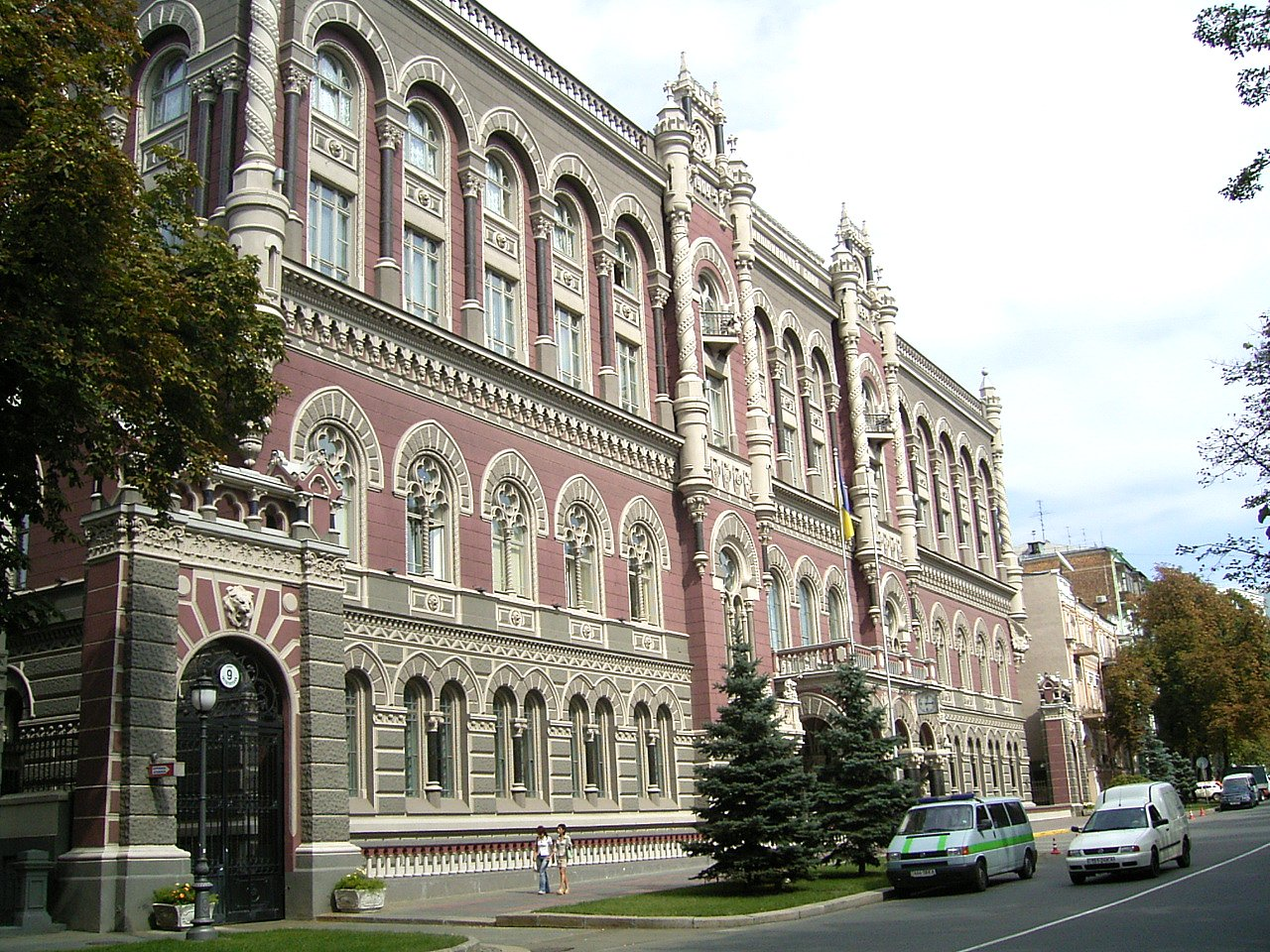
Будівля Національного банку України

- Художники: Кочубей Микола (аверс); Скоблікова Юлія, Скоблікова Марія (реверс).
- Скульптори: Дем'яненко Анатолій, Атаманчук Володимир.

## Вартість монети
Ціна монети — 15 гривень, була зазначена на сайті Національного банку України 2011 року.
Фактична приблизна вартість монети з роками змінювалася так:
| Рік        | 2010 | 2011 | 2012 | 2013 | 2014 | 2015 | 2016 | 2017 | 2018 | 2019 | 2020 | 2021 | 2022 | 2023 | 2024 | 2025 |
| ---------- | ---- | ---- | ---- | ---- | ---- | ---- | ---- | ---- | ---- | ---- | ---- | ---- | ---- | ---- | ---- | ---- |
| Ціна, грн. | 17   | 20   | 20   | 20   | 25   | 30   | 35   | 45   | 50   | 55   | 55   | 55   | 60   | 115  | 145  | 165  |